# Pisolithus microcarpus
Pisolithus microcarpus är en svampart som först beskrevs av Cooke & Massee, och fick sitt nu gällande namn av Gordon Herriot Cunningham 1931. Pisolithus microcarpus ingår i släktet Pisolithus och familjen rottryfflar.   Inga underarter finns listade i Catalogue of Life.